# Maramureš (pokrajina)
Maramureš ili Maramaroščina (rumunjski: Maramureş, ukrajinski: Мармарощина / Marmaroščina, Марамарощина / Maramaroščina) je povijesna pokrajina danas smještena u sjevernoj Rumunjskoj i zapadnoj Ukrajini, dio je druge povijesne pokrajine Transilvanije. 
Pokrajinu Maramureš su u srednjem vijeku naselili uglavnom slavenski stanovnici odnosno Bijeli Hrvati i Ukrajinci. Nakon tatarske navale u 13. stoljeću, južni opustošeni dio pokrajine naselili su romanski stanovnci odnosno Rumunji koji su s vremenom u tom dijelu postali većina. Pokrajinu Maramureš u istom su razdoblju naseljavali i svojatali Mađari, ali su uvijek predstavljali manjinu.
Teritorijalno južni dio pokrajine nalazi se u rumunjskoj županiji Maramureş, a sjeverni dio u Zakarpatskoj oblasti odnosno zapadnoj Ukrajini. Ukrajinci čine većinu u sjevernom dijelu pokrajine, a Rumunji u južnom odnosno rumunjskom dijelu.

## Ime
Unatoč tome što su regiju Maramureš od samog početka naselili uglavnom slavenski stanovnici, suvremeno ime "Maramureš" ima rumunjsko podrijetlo i znači veliki "Veliki Mureš". Drugi, više mađarski naziv za ovu regiju je "Satmar" po mađarskom obliku za grad Satu Mare (Satmar). Naziv Maramureš danas je prihvaćen među ukrajinskim stanovništvom u obliku inačice "Maramurščina", a kroz povijest je taj kraj bio poznat i kao Karpatska Rus'.

## Stanovništvo
Većinu stanovnika u sjevernoj odnosno ukrajinskoj Maramaruščini čine Ukrajinci, nešto manje Rumunji i Mađari. Većinsko stanovništvo južnog odnosno rumunjskog Maramureša su Rumunji (oko 2/3), ali postoji značajna mađarska manjina (oko 25%), dok Ukrajinci čine oko 3%. Rumunji su tradicionalni stanovnici planinskog i brdskog djela Maramureša ka istoku, a Mađari nizinskoga, zapadnog dijela uz granicu s matičnom državom. Ukrajinska nacionalna manjina živi na sjeveru pokrajine uz granicu s Ukrajinom. Pored njih ovdje u znatno manjem postotku žive i Nijemci i Romi.

## Povijest
- U 5. stoljeću zemlja je bila naseljena Slavenima odnosno velikim brojem Bijelih Hrvata.
- Godine 1241. prostore je opustošila Tatarska invazija, a pritom je protjerano oko 50% stanovništva.
- Odlukom mirovne konferencije u Parizu 1920. povijesna pokrajina Maramureš je podijeljena između Čehoslovačke (60% teritorija) i Rumunjske (južno od rijeke Tisa, 40% teritorija).
- Godina 1944. i 1945. na zahtjev lokalnog ukrajinskog stanovništva Maramureša, pokrajina postaje dio sovjetske Ukrajine.

## Klima
Klima je slična kao i u Slavoniji uz izraženiji utjecaj kontinentalnosti. U kraju su razvijene poljoprivreda i rudarstvo, pogotovo u kotlini Baia Mare gdje ima i obojene metalurgije. Iskorištavaju se šume i velika nalazišta kamene soli.
Najvažniji su gradovi Satu Mare, Siget i Baia Mare.

## Vanjske poveznice
- Fotografije planina Maramureša  Arhivirana inačica izvorne stranice od 24. studenoga 2017. (Wayback Machine)